# Gian Paolo Brizio
Gian Paolo Brizio Falletti di Castellazzo (Cirié, 8 luglio 1929 – Cirié, 20 maggio 2008) è stato un dirigente d'azienda e politico italiano, per tre volte presidente della Regione Piemonte.

## Biografia
Gian Paolo Brizio Falletti di Castellazzo nacque a Cirié l'8 luglio 1929 da una nobile famiglia di origine cheraschese. Fu prima dirigente industriale e presidente dell'acquedotto del Canavese meridionale. Si dedicò poi alla politica militando nella Democrazia Cristiana e ricoprì la carica di sindaco di Cirié. Fu eletto per la prima volta consigliere regionale nel 1980. Dopo la rielezione del 1990 con quasi 25.000 preferenze divenne presidente del gruppo consiliare democristiano e poi nel 1988 assessore all'Assistenza, Personale e Organizzazione nella giunta Beltrami. Tra il luglio 1990 e il marzo 1993 guidò per la prima volta la giunta regionale piemontese, al tempo supportata dal pentapartito. Brizio guidò altre due giunte, quella in carica tra il febbraio e il maggio 1994 e quella, di centro-sinistra, che dal giugno del 1994 proseguì il proprio mandato fino alle elezioni del 1995.
Si spense a Cirié il 20 maggio 2008 dopo una lunga malattia.